# Джоуитт, Бенджамин
Бенджамин Джоуитт (англ. Benjamin Jowett; 15 апреля 1817 года, Камберуэлл, Лондон — 1 октября 1893 года, Гэмпшир) — английский учёный, филолог-классик, педагог, богослов. Профессор Оксфорда, в 1870—1893 годах глава его Баллиол-колледжа. Известен переводами Платона и Фукидида, а также аристотелевской "Политики" и комментариями к ней.

## Биография

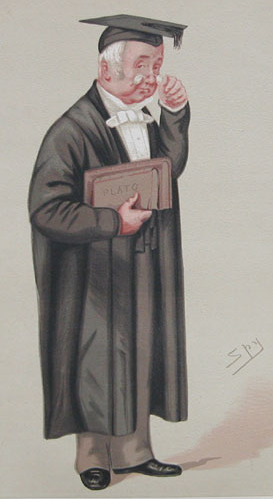
Шарж из Vanity Fair, 1876

Учился в Лондоне и в Баллиол-колледже, его член с 1838 года — стал им ещё будучи студентом, в 1839 году получил степень бакалавра, с 1842 года — тьютор.
В 1845 году рукоположён в священнический сан.
С 1855 года Королевский (Regius) профессор греческого языка.
В 1882—1886 годах вице-канцлер Оксфордского университета.
Джоуитт считал (ныне это одно из ведущих мнений), что у Платона отсутствует собственная цельная философская система, потому к каждому его диалогу следует обращаться отдельно.
Он приметил и перевёл в Баллиол первоначально поступившего в Пембрук-колледж Арнольда Тойнби-старшего, с которым впоследствии дружески сблизился.